# Commodus (Cognomen)
Commodus (lateinisch: „angemessen“, „höflich“) ist ein römisches Cognomen, das vor allem als Name einer Familie der gens Ceionia in der Kaiserzeit verbreitet war.

## Namensträger
- Gaius Iulius Commodus Orfitianus, römischer Suffektkonsul 157
- Lucius Aurelius Commodus (161–192), römischer Kaiser von 180 bis 192, siehe Commodus
- Lucius Aurellius Commodus Pompeianus, römischer Konsul 209
- Lucius Ceionius Commodus (Konsul 78), römischer Politiker und Senator
- Lucius Ceionius Commodus (Konsul 106),  römischer Politiker und Senator
- Lucius Ceionius Commodus, Geburtsname von Lucius Aelius Caesar († 138), adoptiert von Kaiser Hadrian
- Lucius Ceionius Commodus, früherer Name von Lucius Verus (130–169), römischer Kaiser